# Vitbrynad timalia
Vitbrynad timalia (Pellorneum capistratoides) är en fågel i familjen marktimalior inom ordningen tättingar.

## Utseende och läte
Vitbrynad timalia är en knubbig timalia med ett vitt ögonbrynsstreck som gett arten dess svenska namn. Ansiktet är mörkt, liksom hjässan. Undertill syns orangefärgat bröst och lysande vit strupe. Bland lätena hörs gälla men ibland mjuka "bee'lee", men även hårda och raspiga ljud.

## Utbredning och systematik
Fågeln förekommer på Borneo. Den delas in i två underarter med följande utbredning.
- Pellorneum capistratoides capistratoides – västra, centrala och södra Borneo
- Pellorneum capistratoides morrelli – norra och östra Borneo samt ön Banggi

Arten behandlas traditionellt som en del av Pellorneum capistratum men har urskiljts som egen art efter studier.

## Levnadssätt
Vitbrynad timalia hittas i skogar i låglänta områden och förberg. Där ses den springa runt på marken som en gnagare, födosökande bland torra löv. Den påträffas antingen enstaka eller i par.

## Status
IUCN erkänner inte capistratoides som art, varför dess hotstatus inte bestämts.